# NGC 6016
NGC 6016 est une galaxie spirale située dans la constellation de la Couronne boréale. Sa vitesse par rapport au fond diffus cosmologique est de 6 570 ± 7 km/s, ce qui correspond à une distance de Hubble de 96,9 ± 6,8 Mpc (∼316 millions d'al). NGC 6016 a été découverte par l'astronome allemand Albert Marth en 1864.
Les avis diffèrent beaucoup sur la classification de cette galaxie, galaxie spirale barrée pour certains,, spirale intermédiaire pour d'autres et finalement spirale ordinaire pour la base de données NASA/IPAC. L'image obtenue des données du relevé SDSS ne montre pas vraiment une barre au centre de NGC 6016, peut-être un début de barre. Il ne s'agit sans doute pas d'une spirale barrée, peut-être une spirale intermédiaire.
La classe de luminosité de NGC 6016 est III-IV et elle présente une large raie HI.
À ce jour, cinq mesures non basées sur le décalage vers le rouge (redshift) donnent une distance de 82,780 ± 4,779 Mpc (∼270 millions d'al), ce qui est légèrement à l'extérieur des valeurs de la distance de Hubble.